# Anthony Horowitz

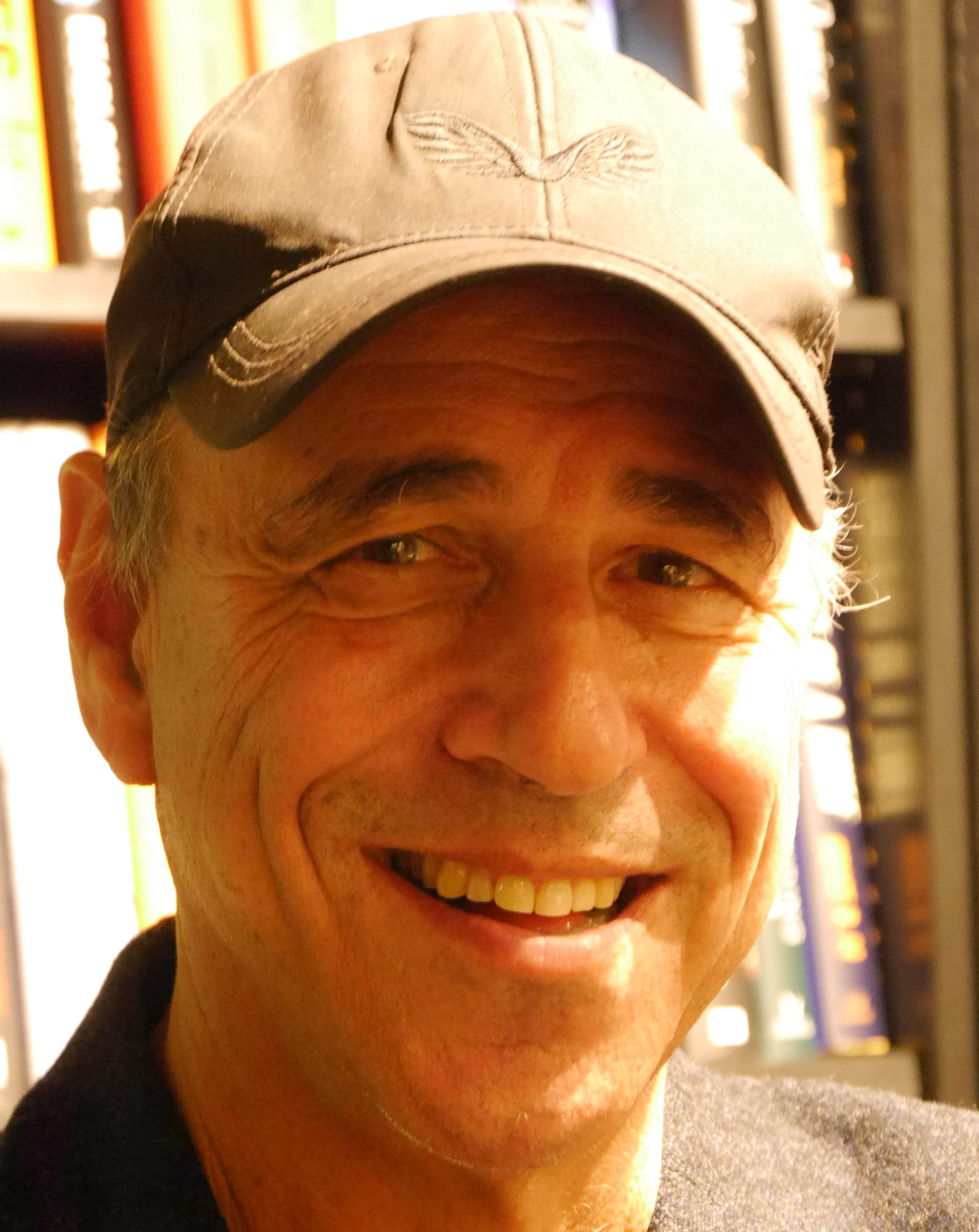
Anthony Horowitz, 2022

Anthony John Horowitz, CBE (* 5. April 1956 in Stanmore, Middlesex), ist ein britischer Schriftsteller und Drehbuchautor.

## Leben
Anthony Horowitz wuchs in einem wohlhabenden jüdischen Elternhaus auf, wo er von Kindermädchen erzogen wurde. Sein Vater war ein reicher Geschäftsmann. Das Verhältnis zu seiner Großmutter war ziemlich schlecht, so beschreibt er sie etwa in einem Interview als 'matriarchalisches Monster'.
Mit acht Jahren wurde er, wie damals in diesen Kreisen durchaus üblich, in ein Internat – die Orley Farm School in London – geschickt. Der dortige Rektor schlug die Jungen, bis sie bluteten, und bezeichnete sie vor der versammelten Schülerschaft als dumm. Als Reaktion auf diese Umwelt erfand er Geschichten, die von Rache und Vergeltung handelten. Er entschied sich in diesem Alter, Schriftsteller zu werden. Auf seiner Website schreibt er, dass ihm seine schrecklichen Kindheitserlebnisse eine Quelle für sein literarisches Schaffen waren, was Titel wie Komm zur Horror-Omi! und Schule des Grauens durchaus belegen. Sein erstes Buch The Sinister Secret of Frederick K Bower erschien 1979 bei Arlington Books. Seitdem lebt er als freier Autor und gehört zu den produktivsten Schriftstellern im englischsprachigen Raum. Er heiratete am 15. April 1988 Jill Green, eine Fernsehproduzentin, in Hongkong. Er und seine Frau leben mit ihren zwei Söhnen Nicholas und Cassian im Norden von London.
Horowitz arbeitet neben seiner Tätigkeit als Schriftsteller auch als Drehbuchautor für Film und Fernsehen sowie für das Theater.
Seine Bücher erscheinen in mehr als dreißig Ländern und für seine Alex Rider-Bücher, die vielfach nominiert wurden, erhielt er verschiedene Literaturpreise.

## Werke (Auswahl)

### Alex Rider
Bei Alex Rider handelt es sich um eine Agentenserie über einen 14-jährigen (ab 9. Fall 15 Jahre alten) gleichnamigen britischen Jungen, dessen Onkel Ian Mitglied beim britischen Auslandsgeheimdienst (MI6) ist. Nach Ian Riders Tod im ersten Band muss Alex dessen ungelösten Fall auf Druck des Geheimdienstes übernehmen.
1. Stormbreaker. 2000 (Deutscher Originaltitel: Das Geheimnis von Port West, später Stormbreaker, übersetzt von Karlheinz Dürr. Ravensburger Buchverlag, Ravensburg 2003, ISBN 3-473-34419-2)
2. Point Blanc. 2001 (Deutscher Originaltitel: Das Gemini-Projekt, später Gemini-Project, übersetzt von Antoinette Gittinger. Ravensburger Buchverlag, Ravensburg 2003, ISBN 3-473-34423-0 – Titel in Nordamerika: Point Blank)
3. Skeleton Key. 2002 (Deutscher Originaltitel: Insel des Schreckens, später Skeleton Key, übersetzt von Karlheinz Dürr. Ravensburger Buchverlag, Ravensburg 2004, ISBN 3-473-34438-9)
4. Eagle Strike. 2003 (Deutscher Originaltitel: Mörderisches Spiel, später Eagle Strike, übersetzt von Karlheinz Dürr. Ravensburger Buchverlag, Ravensburg 2004, ISBN 3-473-34440-0)
5. Scorpia. 2004 (Deutscher Titel: Scorpia übersetzt von Werner Schmitz. Ravensburger Buchverlag, Ravensburg 2007, ISBN 978-3-473-35270-8)
6. Ark Angel. 2005 (Deutscher Titel: Ark Angel übersetzt von Werner Schmitz. Ravensburger Buchverlag, Ravensburg 2007, ISBN 978-3-473-35274-6)
7. Snakehead. 2007 (Deutscher Titel: Snakehead übersetzt von Werner Schmitz. Ravensburger Buchverlag, Ravensburg 2008, ISBN 978-3-473-35286-9)
8. Crocodile Tears. 2009 (Deutscher Titel: Crocodile Tears übersetzt von Wolfram Ströle. Ravensburger Buchverlag, Ravensburg 2010, ISBN 978-3-473-35307-1)
9. Scorpia Rising. 2011 (Deutscher Titel: Scorpia Rising übersetzt von Wolfram Ströle. Ravensburger Buchverlag, Ravensburg 2011, ISBN 978-3-473-40063-8)
10. Russian Roulette. 2013 (Deutscher Titel: Russian Roulette übersetzt von Wolfram Ströle. Ravensburger Buchverlag, Ravensburg 2014, ISBN 978-3-473-40113-0)
11. Never Say Die. 2017 (Deutscher Titel: Steel Claw übersetzt von Wolfram Ströle. Ravensburger Buchverlag, Ravensburg 2018, ISBN 978-3-473-40161-1)
12. Secret Weapon. 2019
13. Nightshade. 2020
14. Nightshade Revenge. 2023

### The Diamond Brothers
Die The Diamond Brothers-Serie, auch für Kino und Fernsehen verfilmt, handelt von dem erfolglosen Londoner Privatdetektiv Herbert Timothy Simple alias Tim Diamond (28 Jahre) und seinem 13-jährigen cleveren Bruder Nick.
1. The Falcon's Malteser. 1986 (Die Malteser des Falken übersetzt von Jürgen Bürger. Bastei-Verlag Lübbe, Bergisch Gladbach 1989, ISBN 3-404-13239-4)
2. Public Enemy No.2. 1987 (Staatsfeind Nummer 2 Bastei-Verlag Lübbe, Bergisch Gladbach 1989, ISBN 3-404-13240-8 anderer Titel: Ein Staatsfeind kommt selten allein übersetzt von Wolfram Ströle. Ravensburger Buchverlag, Ravensburg 1999, ISBN 3-473-34980-1)
3. South by South East. 1991 (Hasta la vista, Baby! übersetzt von Roland Fleissner. Ravensburger Buchverlag, Ravensburg 1999, ISBN 3-473-34979-8)

### Die fünf Tore
In Die fünf Tore (Engl. Titel: The Power of Five) geht es um den Jungen Matt. Als er seine Fähigkeiten entdeckt, kann er nicht glauben, was für eine wichtige Rolle er in der Zukunft und Vergangenheit der Welt spielt. Er muss die anderen vier Torwächter finden, sonst ist der Untergang der Welt besiegelt.
1. Raven's Gate. 2005 (Deutsch: Todeskreis übersetzt von Simone Wiemken. Loewe, Bindlach 2006, ISBN 3-7855-5809-0)
2. Evil Star. 2006 (Deutsch: Teufelsstern übersetzt von Simone Wiemken. Loewe, Bindlach 2006, ISBN 3-7855-5884-8)
3. Nightrise. 2007 (Deutsch: Schattenmacht übersetzt von Simone Wiemken. Loewe, Bindlach 2007, ISBN 978-3-7855-5885-0)
4. Necropolis. 2008 (Deutsch: Höllenpforte übersetzt von Simone Wiemken. Loewe, Bindlach 2009, ISBN 978-3-7855-5886-7)
5. Oblivion. 2012 (Im deutschen zwei Teile: Zeitentod übersetzt von Simone Wiemken. Loewe, Bindlach 2013, ISBN 978-3-7855-5887-4 und Feuerfluch übersetzt von Simone Wiemken. Loewe, Bindlach 2013, ISBN 978-3-7855-7757-8)

### James Bond
1. Trigger Mortis. 2015 (Deutsch: James Bond: Trigger Mortis – Der Finger Gottes. Cross Cult, Ludwigsburg 2015, ISBN 978-3-86425-774-2)
2. Forever and a Day. 2018 (Deutsch: James Bond: Ewig und ein Tag. Cross Cult, Ludwigsburg 2019, ISBN 978-3-86425-759-9)
3. With A Mind To Kill. 2022 (Deutsch: James Bond: Mit der Absicht zu töten. Cross Cult, Ludwigsburg 2022, ISBN 978-3-96658-964-2)

### Sherlock Holmes
- The House of Silk. 2011 (Das Geheimnis des weißen Bandes – Ein Sherlock Holmes Roman. übersetzt von Lutz-W. Wolff. Insel Verlag, Berlin 2011, ISBN 978-3-458-17543-8)
- Moriarty. 2014 (Der Fall Moriarty übersetzt von Lutz-W. Wolff. Insel Verlag, Berlin 2014, ISBN 978-3-458-17612-1)
- The Three Monarchs. 2014 (Die drei Königinnen. Ein neuer Fall für Sherlock Holmes. Insel Verlag, Berlin 2014, ISBN 978-3-458-73966-1)

### Susan Ryeland
- Magpie Murders. 2016 (Die Morde von Pye Hall. übersetzt von Lutz-W. Wolff. Insel Verlag, Berlin 2018, ISBN 978-3-458-17738-8)
- Moonflower Murders. 2020 (Der Tote aus Zimmer 12. übersetzt von Lutz-W. Wolff. Insel Verlag, Berlin 2022, ISBN 978-3-458-64287-9)

### Daniel Hawthorne
- The Word Is Murder, 2017 (Ein perfider Plan: Hawthorne ermittelt, übersetzt von Lutz-W. Wolff. Insel Verlag, Berlin 2019, ISBN 978-3-458-17782-1)
- The Sentence Is Death, 2018 (Mord in Highgate, übersetzt von Lutz-W. Wolff. Insel Verlag, Berlin 2020, ISBN 978-3-458-17872-9)[11]
- A Line to Kill, 2021 (Wenn Worte töten, übersetzt von Lutz-W. Wolff. Insel Verlag, Berlin 2023, ISBN 978-3-458-64373-9)
- The Twist of a Knife, 2022 (Mord stand nicht im Drehbuch, übersetzt von Lutz-W. Wolff. Insel Verlag, Berlin 2024, ISBN 978-3-458-64416-3)
- Close to Death, 2024

### Weitere Werke
- The Sinister Secret of Frederick K Bower. 1979 (Das finstere Geheimnis übersetzt von Irene Hess. Thienemann, Stuttgart 1981, ISBN 3-522-13410-9)
- Groosham Grange. 1988 (Schule des Grauens übersetzt von Wolfram Ströle. Ravensburger Buchverlag, Ravensburg 2000, ISBN 3-473-34977-1)
- Granny. 1994 (Komm zur Horror-Omi! übersetzt von Wolfram Ströle. Ravensburger Buchverlag, Ravensburg 1999, ISBN 3-473-34976-3)

## Hörbücher
Die Bücher der Ein-Fall-für-Alex-Rider-Serie wurden von Jumbo Neue Medien & Verlag, Hamburg als Hörbücher herausgegeben, gesprochen von Bernd Stephan.
- Stormbreaker. 2006, ISBN 3-8337-1679-7.
- Gemini-Project. 2007, ISBN 978-3-8337-1813-7.
- Skeleton Key. 2007, ISBN 978-3-8337-1994-3.
- Eagle Strike. 2008, ISBN 978-3-8337-2048-2.
- Scorpia. 2008, ISBN 978-3-8337-2162-5.
- Ark Angel. 2009, ISBN 978-3-8337-2361-2.
- Snakehead. 2009, ISBN 978-3-8337-2447-3.
- Crocodile Tears. 2010, ISBN 978-3-8337-2574-6.
- Scorpia rising. 2011, ISBN 978-3-8337-2823-5.
- Russian Roulette. 2014, ISBN 978-3-8337-3338-3.

Die Serie Die fünf Tore ist im Verlag und Studio für Hörbuchproduktionen, Marburg/Lahn erschienen, gesprochen von Martin Umbach.
- Band 1 Todeskreis. 2006, ISBN 3-89614-363-8.
- Band 2 Teufelsstern. 2006, ISBN 3-89614-365-4.
- Band 3 Schattenmacht. 2007, ISBN 978-3-89614-367-9.
- Band 4 Höllenpforte. 2009, ISBN 978-3-89614-369-3.

Die Bücher der Daniel Hawthorne-Serie wurden von Jumbo Neue Medien & Verlag, Hamburg als Hörbücher herausgegeben, gesprochen von Volker Hanisch.
- Ein perfider Plan. 2019, ISBN 978-3-8337-4006-0.
- Mord in Highgate. 2020, ISBN 978-3-8337-4204-0.

Weitere Hörbücher:
- Der Tote aus Zimmer 12. GOYALiT 2022. Gesprochen von Katja Danowski und Volker Hanisch, ISBN 978-3-8337-4469-3.

## Filmografie
- 1986: Robin of Sherwood (Fernsehserie, 5 Folgen)
- 1986: Adventures of Wiliam Tell (TV), Drehbuch
- 1988: Die Malteser des Falken (Originaltitel: Just ask for Diamond) (Kino), Roman und Drehbuch
- 1989: Simon Templar: Babyhandel (Originaltitel: The Saint: The Brazilian Connection) (TV), Drehbuch
- 1991: The Diamond Brothers (Fernsehserie), Konzept und Regie
- 1991–2001: Agatha Christie’s Poirot (Fernsehserie, 11 Folgen)
- 1994: Anna Lee (Romanvorlagen: Liza Cody) (Fernsehserie, 3 Folgen)
- 1995: The Last Englishman (TV), Drehbuch
- 1997–2000: Midsomer Murders (deutscher Titel: Inspector Barnaby) (Fernsehserie, Pilotepisode und 5 Folgen)
- 2002: The Gathering (Kino), Drehbuch
- 2002: Menace (TV), Drehbuch
- 2002–2015: Foyle's War (Fernsehserie, 22 Folgen), Entwurf und Drehbuch[12]
- 2006: Stormbreaker (Kino), Roman, Drehbuch und ausführender Produzent
- 2020: Alex Rider (Serie, 16 Folgen in zwei Staffeln)

## Auszeichnungen
- 2003: Red House Children’s Book Award (Overall Winner) für Skeleton Key[13]
- 2006: British Book Awards Children’s Book of the Year für Ark Angel[14]
- 2007: Bookseller Association/Nielsen Author of the Year Book Award[15]
- 2014: Officer des Order of the British Empire[16]
- 2022: Commander des Order of the British Empire